# Ehren-Wanderpreis für deutsche Männergesangvereine

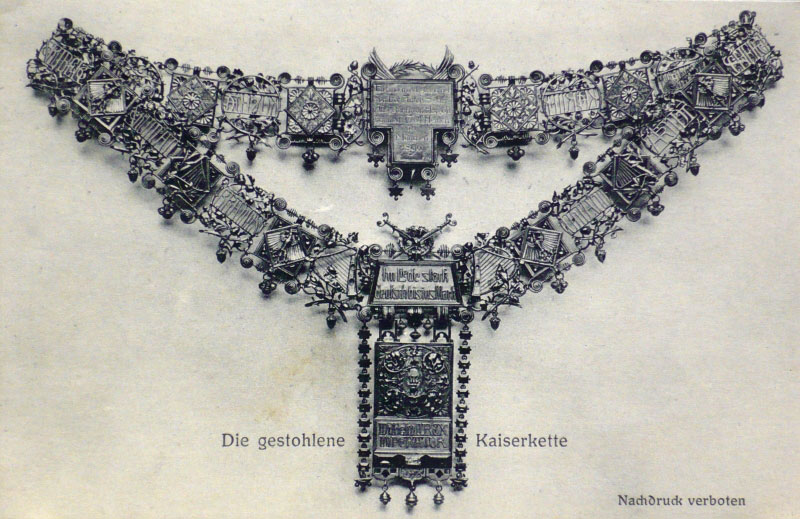
Die 1912 gestohlene Kaiserkette

Der Ehren-Wanderpreis für Deutsche Männergesangvereine, allgemein als Kaiserkette bezeichnet, wurde durch Kaiser Wilhelm II. durch Erlass vom 27. Januar 1895 gestiftet. 
Vom  Minister für geistliche etc. Angelegenheiten erwartete Wilhelm II. Vorschläge über die Veranstaltung des Wettbewerbes und die Verleihung des Ehrenpreises mit dem Hinweis, dass der Wanderpreis „bei einem etwa jährlich zu veranstaltendem Wettstreite deutscher Männergesangvereine dem … Sieger für die beste Leistung auf diesem Gebiete zuerkannt werden soll.“ Die Gestaltung des Preises war als Kette vorgesehen: „Der Preis soll in Form eines Kleinodes aus edlem Metall hergestellt und bei feierlichen Gelegenheiten um den Hals getragen werden.“
In einem weiteren Erlass an Bord seiner Yacht Hohenzollern in Travemünde vom 2. Juli 1898 teilte Wilhelm II. dem zuständigen Minister mit, „dass der erste Gesangwettstreit im Sommer 1899 in Cassel stattfindet“. Am 28. Dezember 1898 legte der Kaiser als Zeitraum für den „ersten Wettstreit deutscher Männergesangvereine“ den 26. und 27. Mai 1899 fest. Er berief den Oberpräsidenten von Hessen-Nassau zum „Vorsitzenden der Ortscommision in Cassel“ und ernannte zugleich die 51 Mitglieder dieser Kommission, die ihm „Vorschläge … über die Gestaltung des Festes“ zu unterbreiten hatte. Der Kommission gehörten der Oberbürgermeister, der Vizebürgermeister, ein Kapellmeister, ein Musikdirektor, der Stadtverordneten-Vorsteher Stadträte, der Polizeipräsident, Architekten, Verwaltungsbeamte, Ärzte, Juristen Kaufleute, Handwerksmeister und weitere Honoratioren der Stadt Kassel an. Die Berufung der Preisrichter behielt sich Wilhelm II. ebenfalls vor. Er ernannte die Preisrichter aus einem Kreis von Fachleuten, darunter Musikprofessoren, Musikdirektoren und Kapellmeister.
Den Entwurf für den Ehrenwanderpreis, auch Kaiserpreis genannt, fertigte der Direktors der Kunstgewerbeschule in Straßburg Anton Seder und die Ausführung der Kette erfolgte im Atelier des königlich bayerischen Hofgoldschmiedes Theodor Heiden in München. Im Zuge einer zeitgenössischen Ausstellung im Kunstgewerbemuseum Berlin im Martin-Gropius-Bau wurde die Ehrenkette 1896 so beschrieben: In die reich durchbrochene Goldarbeit fügen sich Rubine und rote Schmelzfarben. Die Kette selbst besteht aus Gliedern, in denen heraldische Adler mit musikalischen Symbolen und den ornamental behandelten Namenszügen der volkstümlichen Liederdichter und Komponisten wechseln; den hintern Abschluss bildet eine  Viktoria im Lorbeerkranz. Das vordere Schmuckstück enthält auf einer Bildtafel mit heraldischem Beiwerk und Inschriften die Büste des kaiserlichen Stifters. Das Ganze ist ein Stück von hoch vollendeter künstlerischer Arbeit.
Für die Durchführung des Wettbewerbs wurden von Anfang an detaillierte Bestimmungen erlassen und in dem jeweiligen Festbuch in der geltenden Fassung veröffentlicht. Aufgrund der gewonnenen Erfahrungen wurden die „Bestimmungen über die Ausführung des Wettstreites Deutscher Männergesangverein …“ von ursprünglich 11 auf 14 Regelungen bis zu den letztmals in Frankfurt am Main im Jahre 1913 durchgeführten Gesangswettbewerben erweitert.
Die Kaiserkette gewannen im Wechsel der Kölner Männer-Gesang-Verein (1899 und 1909) und der Berliner Lehrergesangverein unter der Leitung von Felix Schmidt (1903 und 1913).
Als Wanderpreis wurde die Kaiserkette zwischen den Wettbewerben jeweils in der Stadt des siegreichen Chores verwahrt. In der Nacht vom 20. auf den 21. Juni 1912 wurde sie aus der Kölner Eigelsteintorburg entwendet. Die Täter wurden gefasst, allerdings hatten sie die Kette zerstört, um sie zu Geld zu machen. So musste der Kölner Männer-Gesang-Verein auf Veranlassung des Kaisers eine neue Kette anfertigen lassen. Da die ursprünglichen Modelle noch vorhanden waren, konnte Theodor Heiden eine genaue Replik anfertigen. Der peinliche Verlust war ein beliebtes Thema im Kölner Karneval 1913. De fotte Kaiserkett wurde noch 1973 Thema eines WDR-Hörspiels in kölscher Mundart.
Durch den Ersten Weltkrieg fand nach 1913 kein Wettbewerb mehr statt. Die Auszeichnung blieb im Besitz des Berliner Lehrer-Gesangvereins, der sie 1913 gewonnen hatte; sie ging jedoch in den Wirren der unmittelbaren Nachkriegszeit 1945 verloren.